# Clemens Kerschbaumer
Clemens Kerschbaumer (* 1984 in Wien) ist ein österreichischer Opernsänger (Tenor).
Kerschbaumer studierte an der Universität für Musik und darstellende Kunst Wien Gesang bei Franz Donner und Bernhard Adler, sowie Lied bei Walter Moore und Gabriele Fontana. Zugleich spezialisierte er sich für das Opernfach und erarbeitete bereits während seiner Ausbildung Partien wie Mozarts Tamino, Ferrando, Don Ottavio oder den Lensky in Tschaikowskys Eugen Onegin. Seine Studien schloss er 2010 bzw. 2011 ab.
Kerschbaumer gastierte u. a. in Bregenz, Graz, Hamburg, Shanghai oder Caracas. Meisterkurse absolvierte er bei Peter Schreier, Christa Ludwig, Thomas Hampson, Michael Schade, Helmut Deutsch und Domenico Balzani.
Im Bereich der Kirchenmusik war Kerschbaumer vor allem in der Wiener Augustinerkirche und im Stift Klosterneuburg als Tenorsolist aktiv. 2018 sang er in der Opéra Royal de Versailles den Evangelisten in Bachs Matthäus-Passion.
Engagements hatte er am Landestheater Linz, 2012 war er Mitglied des Young Singers Projects in Salzburg und trat in Zimmermanns Soldaten als junger Offizier (diese Partie auch an der Mailänder Scala) sowie als Tamino in der Zauberflöte für Kinder auf. Häufig interpretierte er Tenorrollen bei den Herbsttagen in Blindenmarkt.
Am Stadttheater Gießen war er als George Brown in La dame blanche von François-Adrien Boieldieu, Mozart-Partien sowie als Nureddin (Der Barbier von Bagdad) zu hören.
2022 debütierte er in der Partie des Rodolfo (La Bohème von Giacomo Puccini) im italienischen Fach in der operklosterneuburg.

## Auszeichnungen
- 2011 Publikumspreis beim 6. Internationalen Heinrich-Strecker-Wettbewerb in Baden